# 이상우 (1621년)
이상우(李商雨, 1621년(광해군 13) ∼ 1685년(숙종 11))는 조선 현종, 숙종 때의 문신, 정치인이다. 장악원에 있을 당시 종묘악(宗廟樂)을 정비하려 하였으나 대신(大臣) 들의 반대로 뜻을 이루지 못하여 동춘당 송준길(同春堂 宋浚吉)이 이를 매우 아쉬워하였다 한다. 자(字)는 패연(沛然)이고, 본관은 한산(韓山)이다. 충청남도 출신. 신독재 김집(愼獨齋 金集)의 문인이다.

## 생애
충청남도 보령 출신으로 조부는 군수(郡守)를 지낸 이경황(李慶滉)이고, 부친은 사과(司果)를 지낸 지족헌 이준발(知足軒 李畯發)이다. 생부는 승의랑을 지낸 이복(李穙)과 생모 판관(判官) 송희건(宋希建)의 딸 은진송씨(恩津宋氏) 사이에서 태어났으나 뒤에 이준발의 양자로 출계하였다. 선조 때 이조판서를 지낸 한흥군(韓興君) 이산보(李山甫)의 4대손이다.
목사(牧使) 한수원(韓壽遠)의 딸 청주한씨(淸州韓氏)와 결혼하였다.
신독재 김집(愼獨齋 金集)의 문하에서 수학하였다. 1650년(효종 1) 증광과 진사시에 합격하여 진사가 되고 성균관(成均館)에 입학하였다. 
성균관진사로 출사하여 1667년(현종 8) 빙고별검(氷庫別檢)에 제수되었다. 그 뒤 1668년 장악원직장(掌樂院直長), 주부(注簿) 등을 지냈다. 1670년 장악원직장으로 잠시 선혜청낭청(宣惠廳郎廳)을 겸직했다가 그해 5월 12일 겸직에서 해직되었다. 장악원 재직 중 그는 장악원제조였던 정치화(鄭致和)의 신임을 받았다. 장악원에 있을 당시 종묘악을 정비하려 하였으나 대신(大臣) 들의 반대로 뜻을 이루지 못하여 동춘당(同春堂) 송준길이 이를 크게 아쉬워하였다. 그해 7월 영접도감(迎接都監)의 낭청에 겸임되었다. 1671년 공조좌랑(工曹佐郞)과 정랑(正郞), 1672년 장빙낭청(藏氷郞廳) 등을 거쳐 정치화의 천거를 받아 영월군수(寧越郡守)로 부임하였다.
1680년(숙종 6) 경신환국(庚申換局)이 일어나고 면천군수(沔川郡守)에 임명되었으나 관직에 뜻을 접고 사퇴, 부임하지 않았다. 1685년(숙종 11) 65세를 일기로 사망하였다.

## 기타
부모에 대한 효성이 지극하였으며 형제간에도 우애가 깊었다. 친형제 외에도 그에게는 2명의 서모(庶母)가 있었는데, 많은 서제, 서매들이 있었다. 그들은 서자들일 뿐더러 그 소생들이 많았음에도 불구하고 차별하지 않고 모두 하나같이 지극한 정성으로 보살펴 주었다.

## 같이 보기
- 경신환국
- 종묘제례악
- 장악원
- 송준길
- 정치화

## 참고 문헌
- 승정원일기
- 비변사등록